# Jean Desessard
Pour les articles homonymes, voir Desessard.
Jean Desessard, né le 6 septembre 1952 au Vieil-Baugé, est un homme politique français, membre de Europe Écologie Les Verts. Il est sénateur de Paris entre 2004 et 2017.

## Parcours politique
Il entre chez Les Verts en 1989 après avoir été membre du Parti radical de gauche et, précédemment, de la Ligue communiste révolutionnaire.
De 1989 à 2004, il exerce des responsabilités internes au sein des Verts : responsable de la commission Économie (1989-1990), délégué aux Commissions du Collège exécutif (1990-1992), membre du CNIR - porte-parole des Verts Île-de-France (1992-1994), membre du CNIR (1995-1997), secrétaire du groupe local Paris 13e (1997-2001), délégué aux acteurs sociaux du Collège exécutif (1997-1998). 
De 1998 à 2004, il est secrétaire national aux élections au sein du collège exécutif. En 1999, il est le directeur adjoint de campagne de Daniel Cohn-Bendit lors des élections européennes. Il prépare les élections municipales et cantonales de 2001 et les législatives de 2002. En 2004, il est directeur de campagne pour les élections européennes. 
Candidat à l'investiture des Verts pour l'élection présidentielle de 2007, il recueille 6,81 % des voix au premier tour le 21 avril 2006.
En 2009, il participe à la campagne d'Europe Écologie.
Le 3 mai 2016, il devient président du groupe écologiste au Sénat.
Il figure dans le premier cercle de l'équipe de campagne de Yannick Jadot en vue de l'élection présidentielle de 2022 : en lien avec le haut fonctionnaire Pascal Brice, il est chargé de formaliser les groupes de travail sur le projet du candidat.

## Mandats
Élu en mars 2001 conseiller de Paris du 13e arrondissement, il a été membre de la commission des Finances du Conseil de Paris. 
En 2004, il est élu sénateur, et démissionne du Conseil de Paris en vertu des règles de non-cumul des mandats en vigueur dans son parti. Comme les quatre autres sénateurs verts il est administrativement rattaché au Groupe socialiste du Sénat. De 2004 à 2008, il est membre de la commission des Affaires économiques et du Plan du Sénat. Depuis 2008, il siège à la commission des Affaires sociales. Il travaille notamment sur les questions d'emploi, de santé, et d'outre-mer. En 2009, il organise au Sénat un colloque sur les technologies sans fil et leurs conséquences sanitaires. La même année, il fait également partie de la Mission d'information pour la politique en faveur des jeunes du Sénat. 
En 2011, il est réélu sénateur de Paris avec 61 % des voix. En 2012, il est rapporteur de la Commission d'enquête sur « le coût réel de l'électricité afin d'en déterminer l'imputation aux différents agents économiques ». Ses conclusions ne sont néanmoins pas adoptées par l'ensemble des sénateurs de la commission et figurent uniquement au titre de contributions personnelles, jointes aux contributions de chaque groupe politique .
Jean Desessard est favorable au revenu universel,.

## Parcours professionnel
- 1970 - 1980 : Animateur socioculturel, professeur de mathématiques.
- 1981 - 1986 : Directeur du centre socioculturel « Jeune Cité » à Évreux (Eure).
- 1986 - 1989 : Directeur d’une agence de location de péniches sur la Seine (Paris) Montage des dossiers financiers des mariniers pour transformer leur péniche de transport en bateau à passagers. Organisation de l’activité commerciale de la SCOP : mise en place des prestations, des tarifs, du marketing, de la publicité et du système de réservation.
- 1990 - 1994 : Directeur administratif du Centre d’Information du Rock (CIR, La Villette) Cette association nationale avait pour objectif la promotion de la musique rock et l’information sur les droits des artistes en France et en Europe.
- 1994 - 2000 : Permanent du Mouvement national des chômeurs et précaires (MNCP). Cofondateur bénévole d’AC !. Organisateur des marches contre le chômage de 1994 Délégué national du MNCP de juillet 96 à novembre 2000, coorganisateur des marches européennes de 1997, coorganisateur des mouvements de chômeurs de décembre 1997, membre de la délégation du MNCP auprès du Premier Ministre Lionel Jospin.
- 2000 - 2001 : Chargé de mission sur le droit au logement et les mesures favorisant le logement pour tous auprès de l’Association « Logement Jeunes Audit ».

## Formation
- DEUG de mathématiques.
- Licence de sociologie.
- Diplôme d'État relatif aux fonctions d'animation.
- Diplôme d'État en ingénierie sociale.
- Diplôme de contrôle de gestion et management des ressources humaines à l'Institut de gestion sociale de Paris.

## Vie privée
Il est le conjoint de Laurence Abeille, élue écologiste du Val-de-Marne et députée de 2012 à 2017.